# Улица Ленина (Салават)
У́лица Ле́нина (башк. Ленин урамы) — центральная и главная улица города Салавата и одна из первых в Салавате.

## История
Застройка улицы началась в 1960-х годах как главной улицы Салавата.
Улица застроена в основном кирпичными 4-5 этажными домами в кварталах № 36-42, 49-53.
Многие квартиры на первых этажах улицы перестроены в магазины.
На месте нынешнего универмага Гостиный двор долгое время была детская площадка, на которой зимой заливали горки в виде головы сказаочного Руслана, летом здесь разворачивался передвижной зоопарк.
Напротив здания треста Салаватстрой в 50-80-х годах находился памятник В. И. Ленину. В. И. Ленин был изображён сидящим в кресле. Впоследствии памятник был перевезён на территорию пионерского лагеря им. Ю. А. Гагарина (лагерь принадлежал тр. Салаватстрой и находился рядом с лагерем «Спутник»). Дальнейшая судьба памятника неизвестна.
В 1970 году на улице открыт плавательный бассейн Алмаз. В 2011 году закончилась 7-летняя реконструкция бассейна.

## Трасса
Улица Ленина начинается от площади Ленина, проходит до бульвара Салавата Юлаева, пересекает улицы Маркса, Октябрьскую, Калинина, бульвар Космонавтов
.

## Транспорт
По Первомайской улице ходят маршрутные такси и автобусы автоколонны № 1375 и иных коммерческих перевозчиков:
- № 1
- № 3
- № 5
- № 6

## Примечательные здания и сооружения
- д. 2 Здание городской администрации
- д. 24 Банк Уралсиб
- д. 40 Сбербанк
- д. 11а Плавательный бассейн «Алмаз»[5] — второй по величине в Башкортостане.
- Здание треста Салаватстрой
- Кинотеатр «Октябрь»
- Продуктовый рынок
- Торговый центр
- Спортивный магазин
- Универмаг Гостиный двор

### Памятники
- Обелиск в честь 50-й годовщины Октябрьской революции, высотой 33 метра. Обелиск расположен на площади Победы[6].
- Памятник дворнику
- Закладной камень в честь прохождения войск Емельяна Пугачёва в окрестностях города Салавата

## Фотогалерея

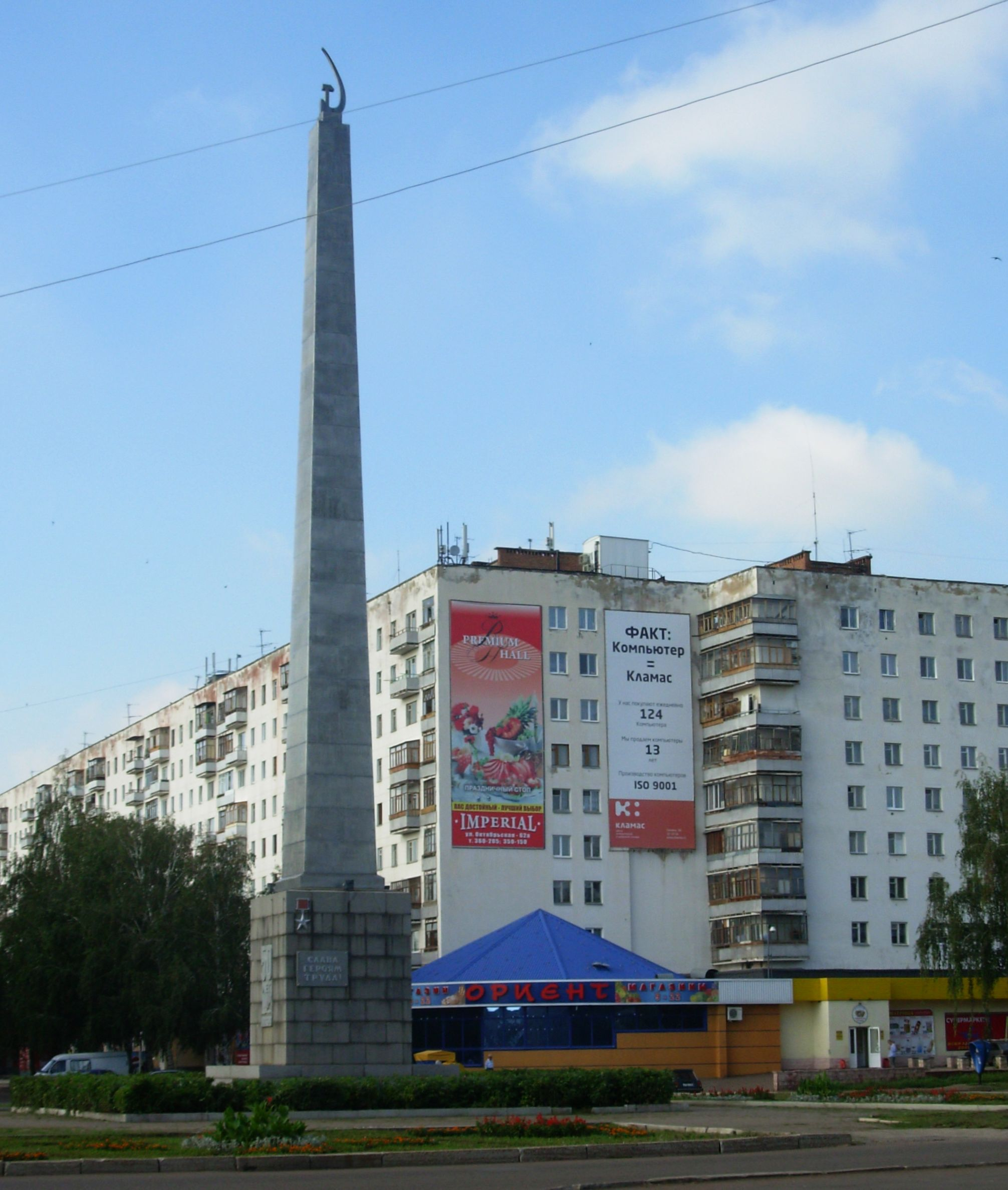
Обелиск на улице Ленина в Салавате
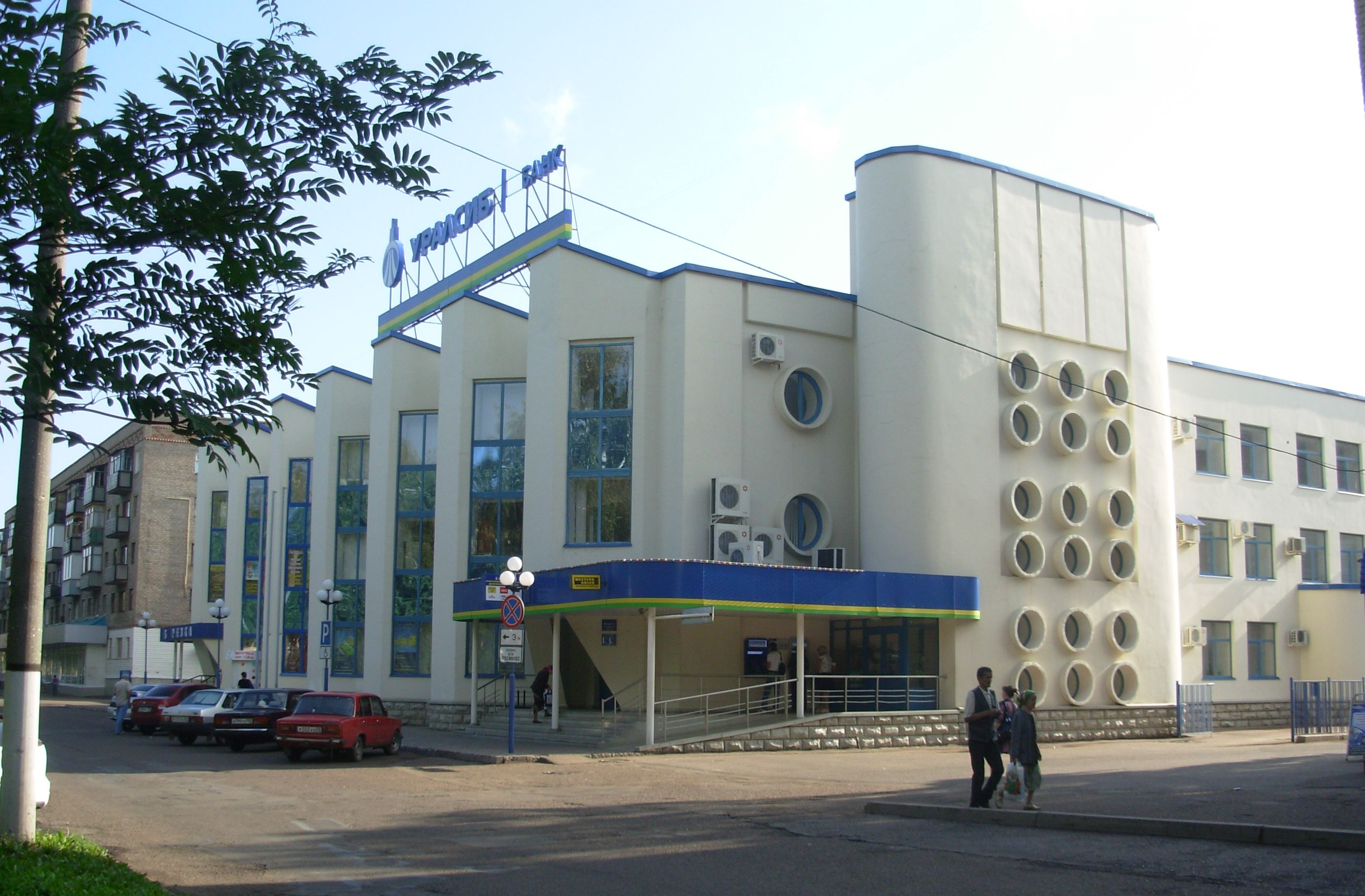
Банк, торговые ряды
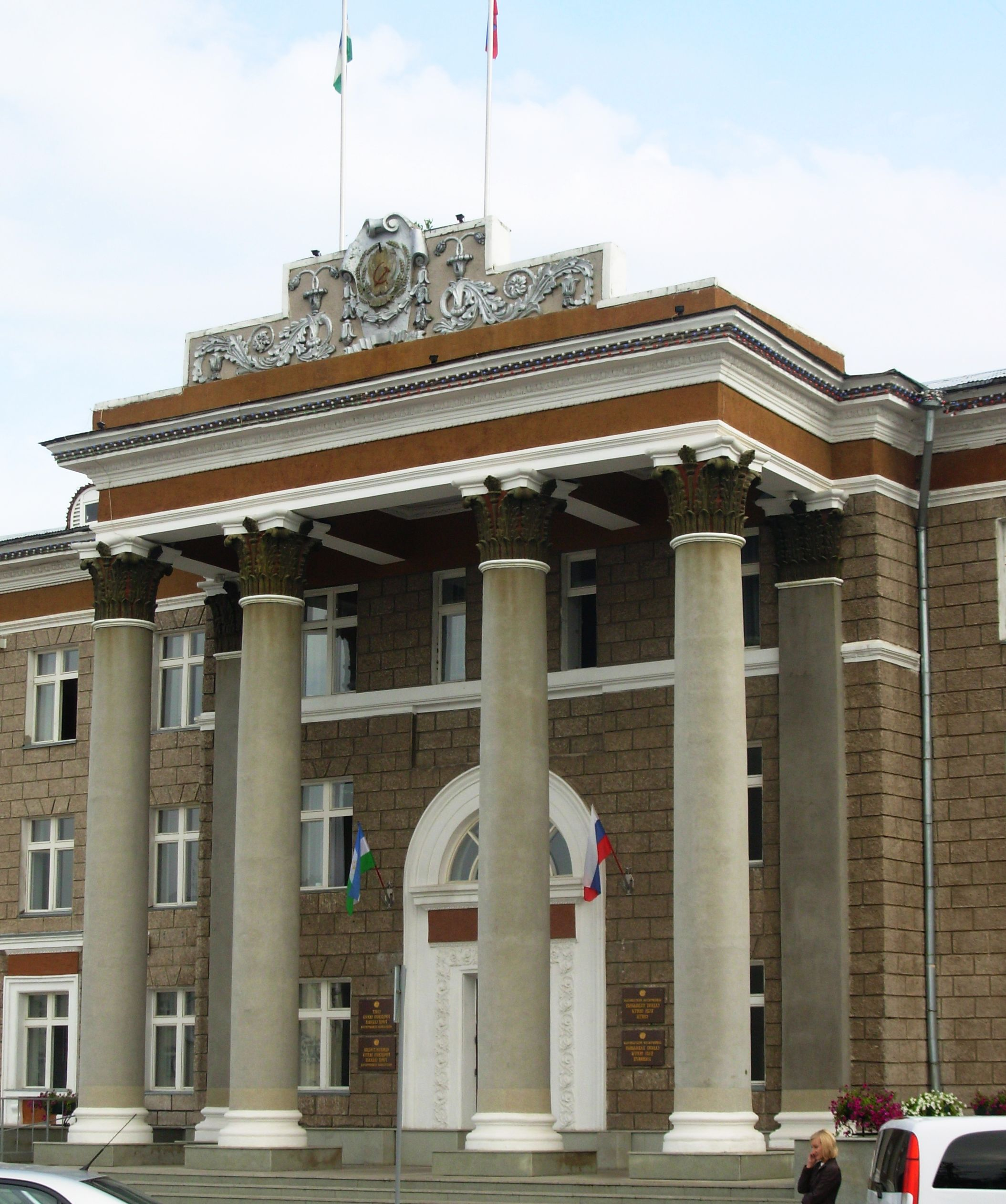
Здание горисполкома
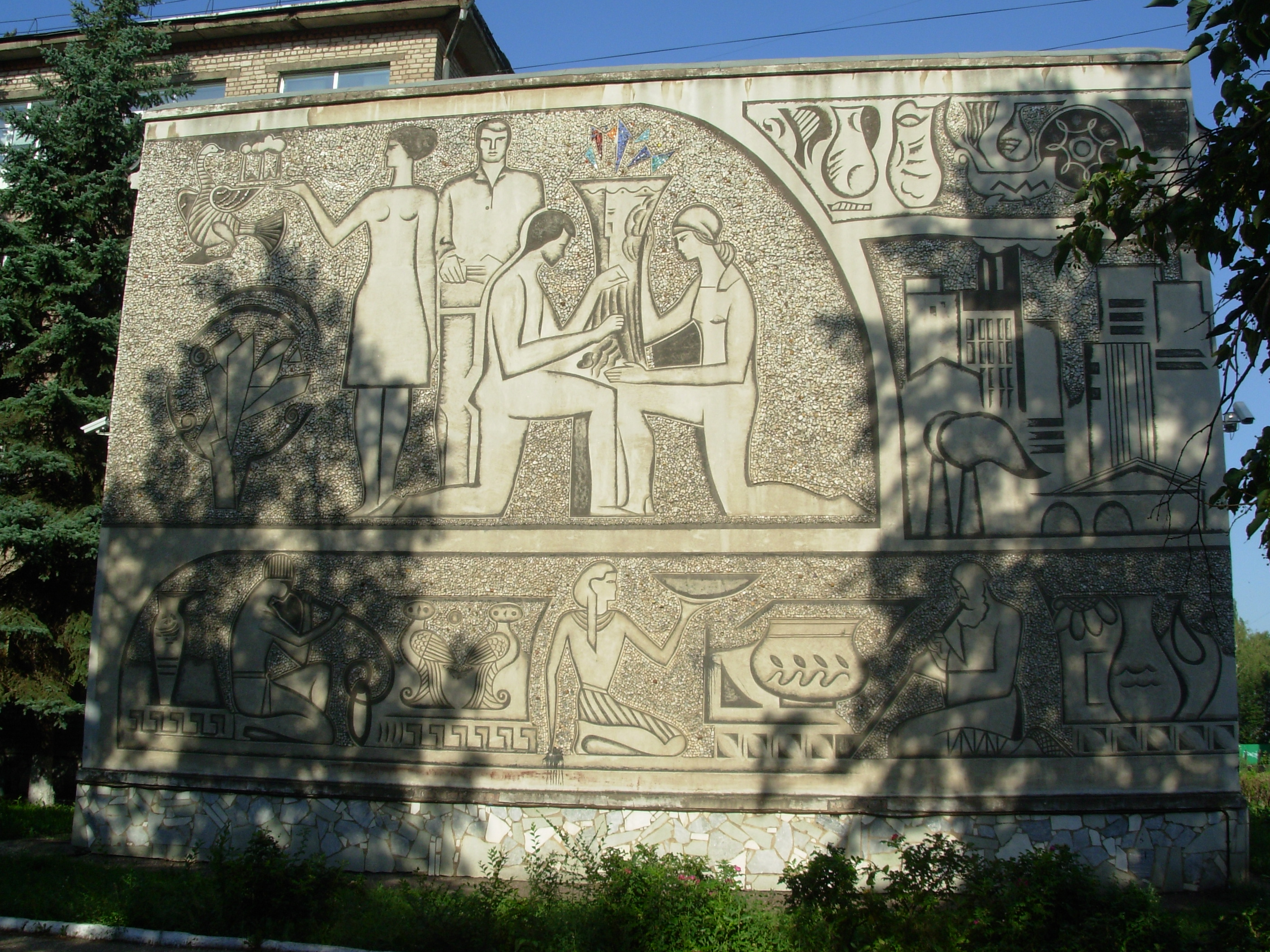
Мозаика на доме 11 по улице Ленина
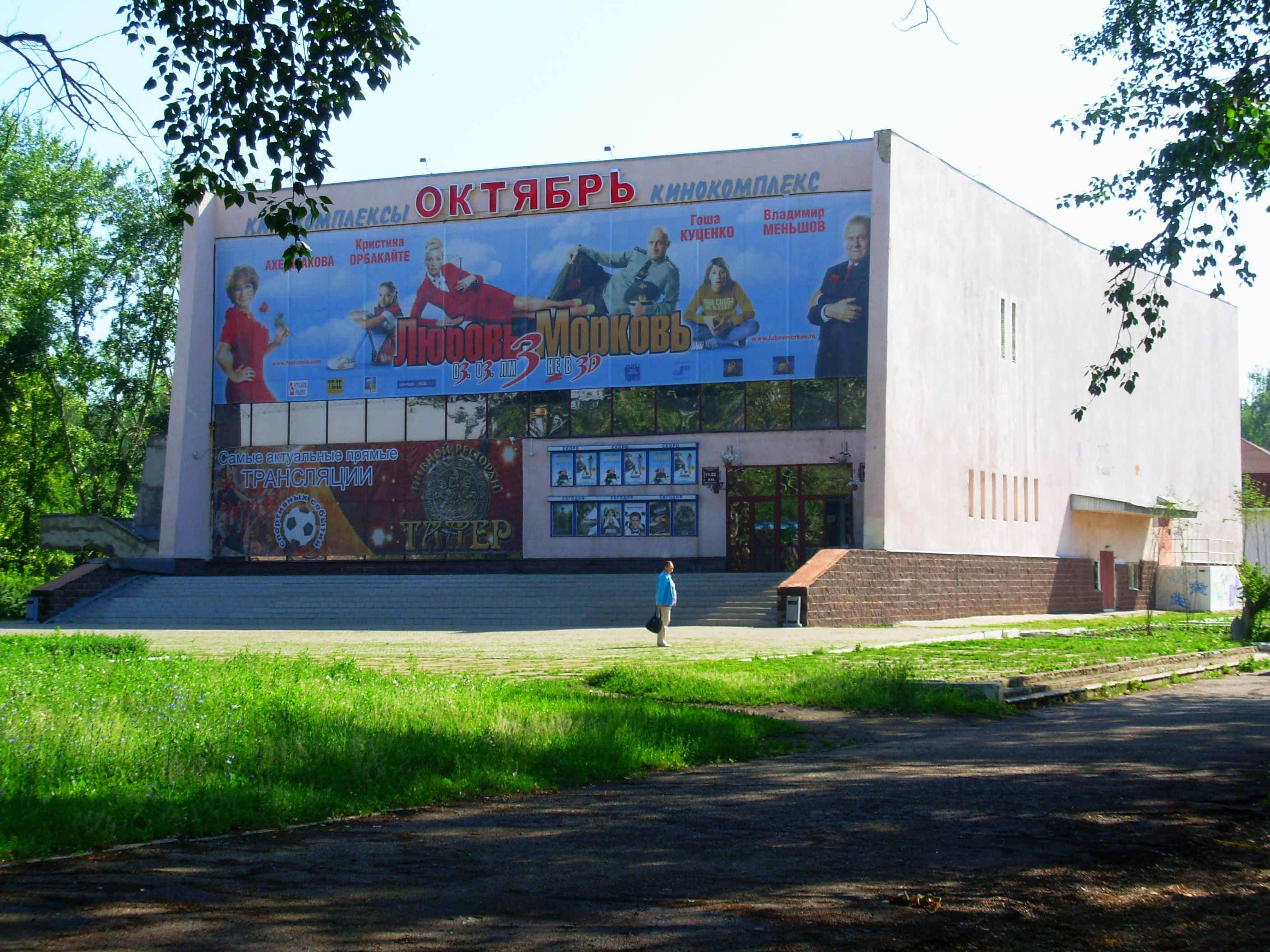
Кинотеатр Октябрь
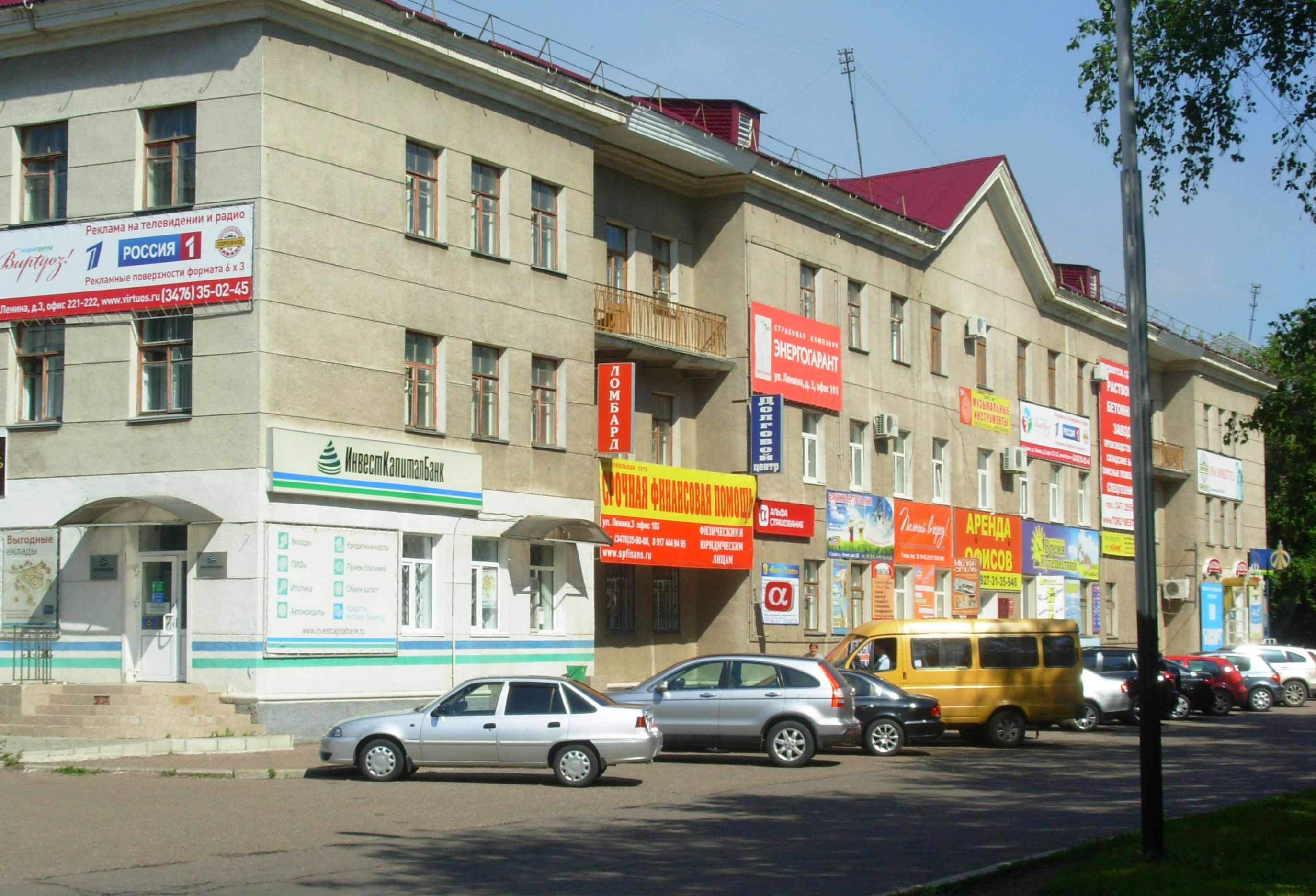
Здание Треста Салаватстрой на улице Ленина